# Montpezat-sous-Bauzon
Montpezat-sous-Bauzon är en kommun i departementet Ardèche i regionen Auvergne-Rhône-Alpes i sydöstra Frankrike. Kommunen ligger  i kantonen Montpezat-sous-Bauzon som ligger i arrondissementet Largentière. År 2022 hade Montpezat-sous-Bauzon 756 invånare.

## Befolkningsutveckling
Antalet invånare i kommunen Montpezat-sous-Bauzon
Referens: INSEE

## Galleri

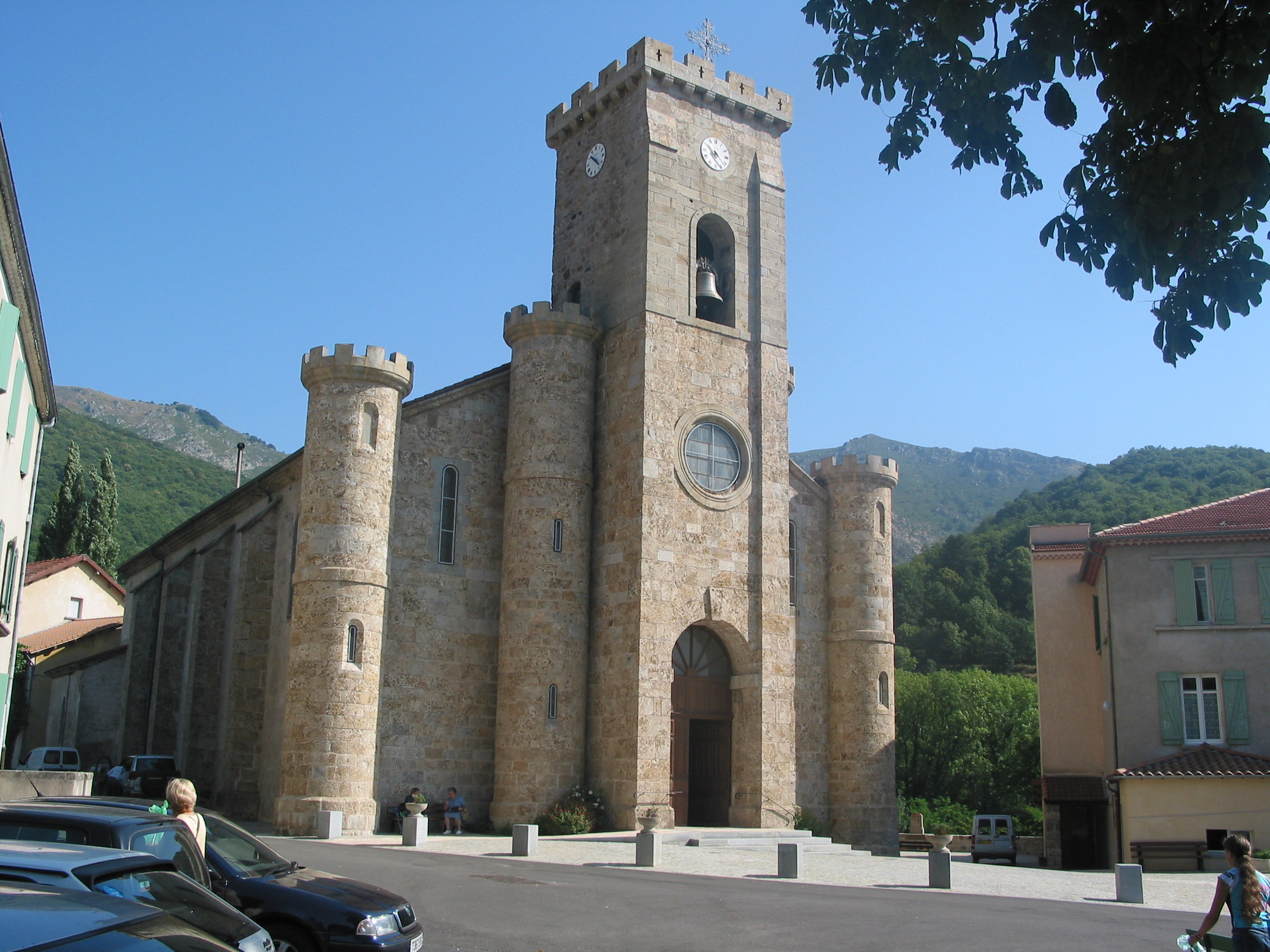
L’église de Montpezat-sous-Bauzon
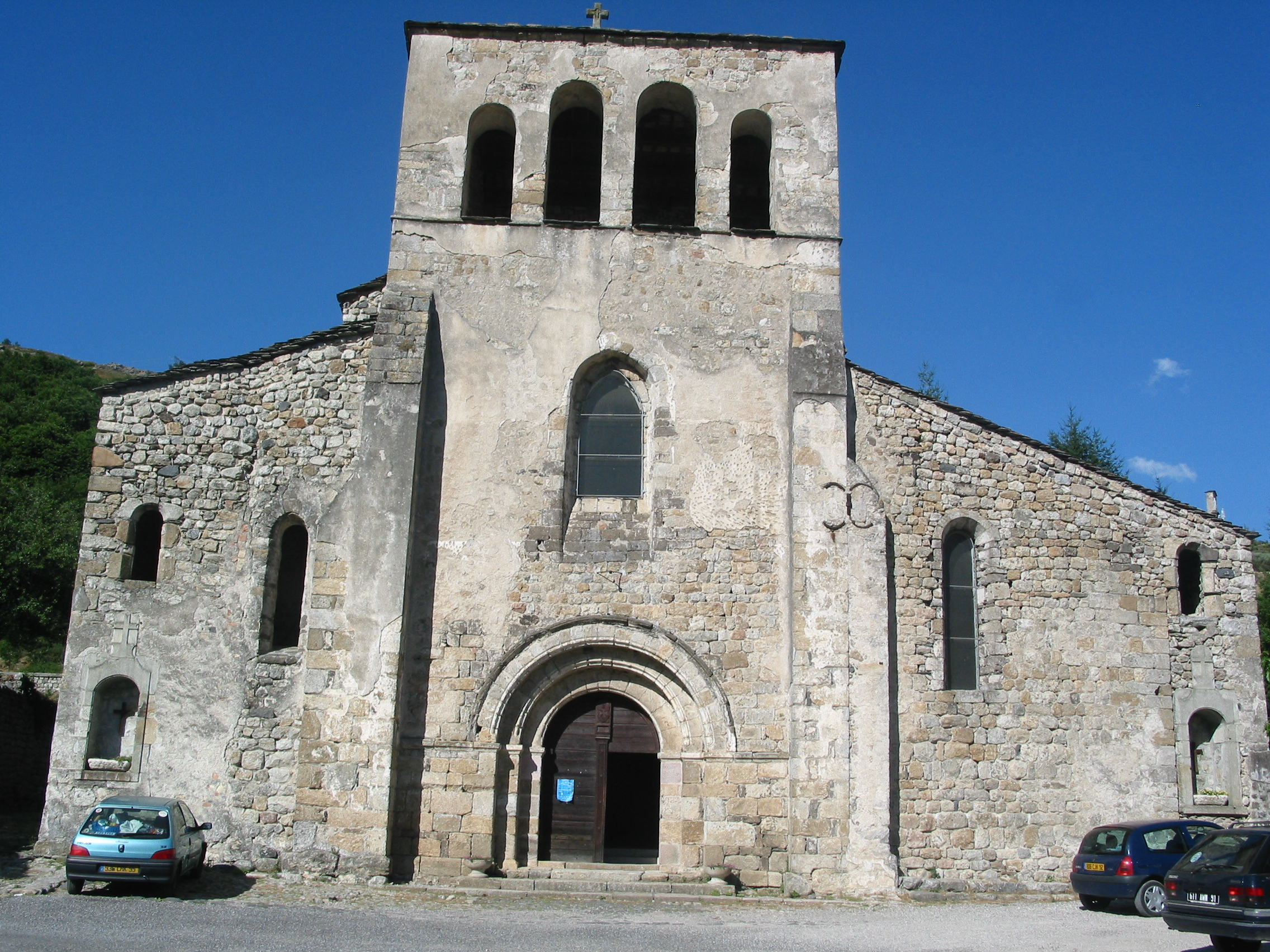
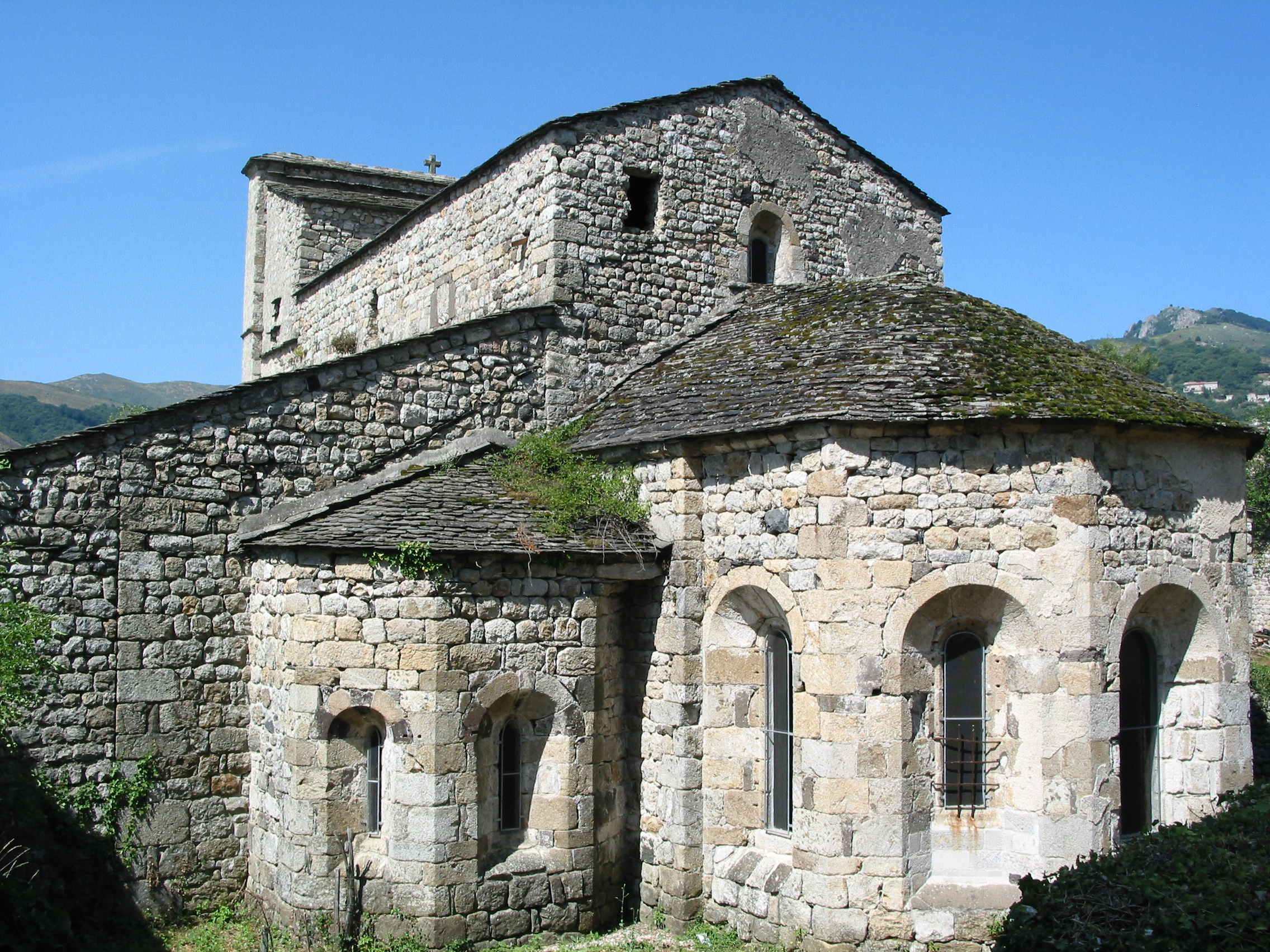
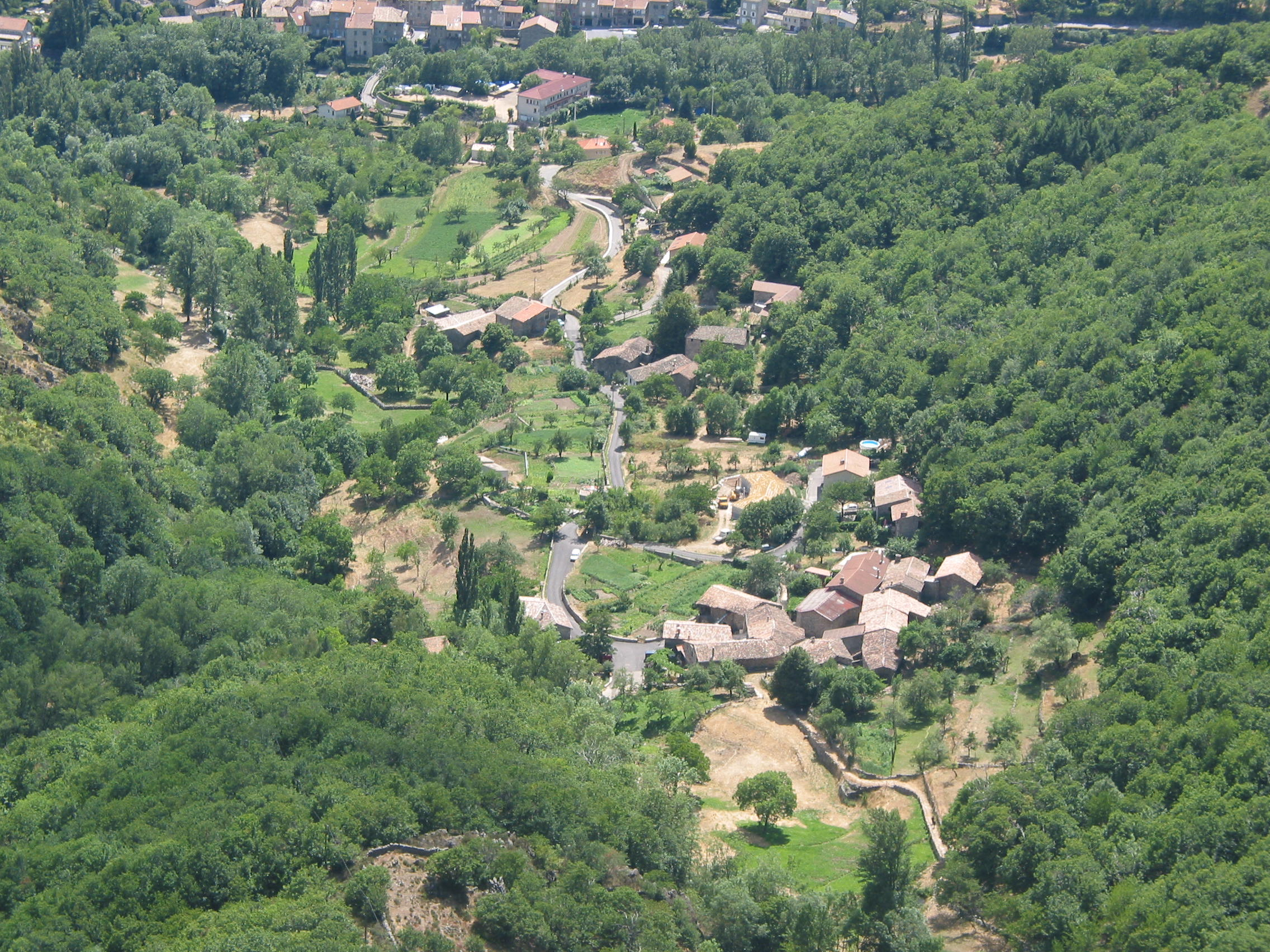